# ドラゴンボール FINAL BOUT オリジナルサウンドトラック
『ドラゴンボール FINAL BOUT オリジナルサウンドトラック』は、プレイステーションゲーム『ドラゴンボール FINAL BOUT』のサウンドトラック。1997年9月12日にZAIN RECORDSから発売された。

## 概要
- プレイステーションゲーム『ドラゴンボール FINAL BOUT』のサウンドトラック。
- CDジャケットには、孫悟空が描かれている。
- 音楽は、山本健司が担当している。

## 収録曲
1. ザ・ビッゲスト・ファイト 〜激突〜
歌：影山ヒロノブ、KUKO
作詞：森由里子 / 作曲・編曲：山本健司
オープニングテーマ
2. 冒険の旅
3. 孫悟空演武曲
4. 孫悟空、新たな飛翔!
5. 君を忘れない
歌：影山ヒロノブ
作詞：森由里子 / 作曲・編曲：山本健司
エンディングテーマ
6. 山吹色の戦士
7. 交響曲ニ短調「魔人」
8. 閃光のポタラ!
9. THANK YOU!
歌：影山ヒロノブ
作詞：森由里子 / 作曲・編曲：山本健司
エンディングテーマ
10. パンの願い
11. 交響詩「復讐」
12. HERO OF HEROES
歌：影山ヒロノブ、KUKO
作詞：森由里子 / 作曲・編曲：山本健司
挿入歌